# Schwarzwaldska torta
Schwarzwaldska torta (njemački Schwarzwälder Kirschtorte) = doslovno Schwarzwaldska torta s višnjama je krem-kolač, koji se proširio od 1930-ih godina u Njemačkoj i postao s vremenom najpopularniji njemački kolač. Danas se smatra klasičnom njemačkom tortom koja je poznata širom svijeta. Glavni sastojci su biskvit, čokolada, punjenje od trešnje, vrhnje, i komadići čokolade kao ukras. Točno podrijetlo nije poznato i nije dokazano da dolazi iz Schwarzwalda.

## Vanjske poveznice
- Conditorei Museum (njemački)  Arhivirana inačica izvorne stranice od 25. prosinca 2007. (Wayback Machine)